# Șiștarovăț (gmina)
Șiștarovăț – gmina w Rumunii, w okręgu Arad. Obejmuje miejscowości Cuveșdia, Labașinț, Șiștarovăț i Varnița. W 2011 roku liczyła 358 mieszkańców.